# Rudolph Wichmann
Pour les articles homonymes, voir Wichmann.

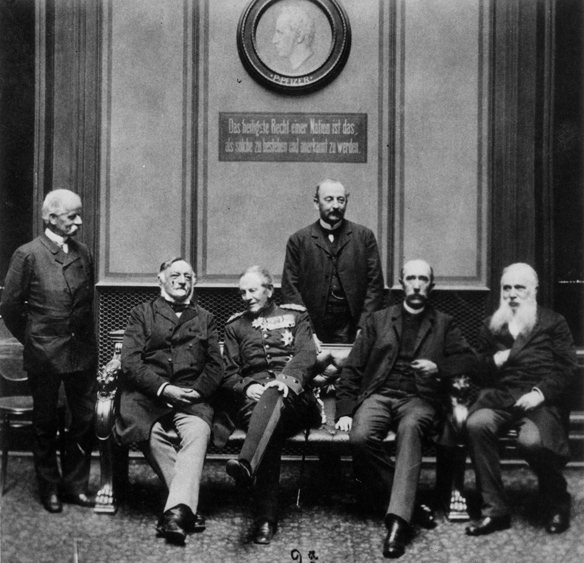
Membres du groupe parlementaire du Reichstag du parti conservateur allemand (de gauche à droite) : Rudolph Wichmann, Otto von Seydewitz, Helmuth Karl Bernhard von Moltke, Conrad von Kleist, Otto von Helldorff, Karl Gustav Ackermann.

Rudolph Wichmann (né le 19 août 1826 à Berlin et mort le 3 janvier 1900 à Nahmgeist) est le propriétaire de manoir et député du Reichstag.

## Biographie
Wichmann étudie au lycée Frédéric-Guillaume de Berlin, puis étudie à Berlin, Heidelberg et à l'académie agricole de Möglin . En 1852, il achète son manoir de Nahmgeist près de Reichenbach en Prusse-Orientale et y exploite une ferme. Là, il est député d'arrondissement, membre du comité d'arrondissement et chef de bureau. De 1877 à 1893, il est député du Reichstag pour la 7e circonscription de Königsberg avec le Parti conservateur allemand.